# 工部
工部為中國古代官署名，六部之一，下轄工部司、屯田司、虞部司、水部司，主建設事宜。置尚書一人、侍郎一人(唐制)。
受中國文化影響，朝鮮半島的高麗王朝也設有工部，其長官為工部尚書。至朝鮮王朝時期，改稱工曹，長官改稱工曹判書。受中國文化影響，阮朝設有六部，其中也有工部。

## 歷史
周代属冬官事，秦汉属少府。曹魏自少府分置水部曹，隶尚书台，掌水利工程，兼领航运之政。晋置屯田曹、起部曹，掌农垦（军垦由屯田中郎将领之）和水利事业。南北朝时期，南朝沿置不改，北朝损益不定。隋朝将前述诸曹合并置为部，掌管各项工程、工匠、屯田、水利、交通等事，沿用北周工部的名称，列为尚书省六部之一。
唐朝工部长官称工部尚书，下置工部侍郎一人，后代相沿不改。一開始工部下屬有工部、屯田、虞部、水部四個司。工部为工部头司，掌营建之政令与工部庶务；屯田司掌天下田垦；虞部司掌山川水泽之利；水部司掌水利。各司的名稱偶有更動。惟宋代使职盛行，工部职务为诸使所夺。明朝初，工部下设总部、屯部、虞部和水部四属部，洪武二十六年，改尚书二十四部为二十四清吏司，工部各属部分别改为营缮清吏司、虞衡清吏司、都水清吏司和屯田清吏司，职掌、设官仍前。
清末“仿行宪政”后，清政府设立农工商部、邮传部承接工部职责，工部遂废。